# Style Bình Định
Pour les articles homonymes, voir Bình Định (homonymie).
Le style Bình Định, selon Philippe Stern, ou style de Tháp Mâm (pour la sculpture selon Jean Boisselier) marque un moment de création de grande qualité, aux XIIe – XIIIe siècle, dans l'art du Champā. 
On observe une puissante stylisation qui produit l'unité harmonieuse des sculptures. L'originalité se manifeste avec une grande vigueur en éliminant, parfois, bien des détails superflus ou en les intégrant à la logique de l'ensemble. De nombreuses sculptures sont restées inachevées, ayant été placées dans le sanctuaire peu avant son effondrement. 
On observe l'emprunt à l'architecture khmère, comme les toitures en coupoles à extrados. Des sculptures, comme certaines représentations animalières ainsi que plusieurs danseuses peuvent, elles aussi, être mieux comprises à la lumière du style du Bayon (fin XIIe - début XIIIe siècle).
Les données historiques sur cette période sont moins certaines qu'elles ne l'étaient à l'époque de Philippe Stern, et même remises en question.